# 4956 Ноймер
4956 Ноймер (4956 Noymer) — астероїд головного поясу. Відкритий 12 листопада 1990 року шотландсько-австралійським астрономом Робертом Макнотом. Названий на честь американського астронома Ендрю Ноймера.
Тіссеранів параметр щодо Юпітера — 3,352.